# 环丁酮
环丁酮是一种环酮，化学式 (CH2)3CO。它在室温下为无色挥发性液体。由于环丙酮高度敏感，因此环丁酮是容易存放的环酮中最小的。

## 制备

通过异构化制备环丁酮

俄国化学家Nikolai Kischner于1905年首次制备环丁酮。他用了几个反应步骤，从环丁烷甲酸中低收率合成了环丁酮。按照今天的标准，这个过程既麻烦又低效。

从环丁烷甲酸转化成环丁酮

此后，人们开发了更高效、高产的合成方法。一种方法涉及了五碳有机物的分解。举个例子，环丁烷甲酸的脱羧反应可通过其它试剂和方法改进。之后，P. Lipp和R. Köster发现了环丁酮更高效的制备方法，那就是重氮甲烷的乙醚溶液和乙烯酮的反应。该反应基于环丙酮中间体的扩环。它的反应机理已通过14C标记的重氮甲烷确认。

由乙烯酮和重氮甲烷经过环丙酮反应成环丁酮

环丁酮的另一种合成方法涉及锂催化的氧杂螺环戊烷异构化反应，后者则是由亚甲基环丙烷的环氧化而成。
环丁酮也可以由1,3-二硫六环和1-溴-3-氯丙烷反应，然后用氯化汞（HgCl2）和碳酸镉（CdCO3）脱保护生成的酮。

## 反应
环丁酮在350 °C以上分解成乙烯和乙烯酮。这个[2+2]环消除反应的活化能为52 kcal/mol。它对应的逆反应为乙烯和乙烯酮的[2+2]环加成反应，而这个逆反应从未被发现。

环丁酮的分解